# Integración social
La integración social es el proceso durante el cual los recién llegados o las minorías se incorporan a la estructura social de la sociedad de acogida. Se entiende por integración social el conjunto de acciones que posibilitan a las personas que se encuentran en la marginación a participar del nivel mínimo de bienestar social alcanzado en un determinado país. 
La integración social se centra en la necesidad de avanzar hacia una sociedad segura, estable y justa remediando las condiciones de desintegración social, exclusión social, fragmentación social, exclusión y polarización, y ampliando y fortaleciendo las condiciones de integración social hacia relaciones sociales pacíficas de convivencia. colaboración y cohesión.

## Definición
El término «integración social» se utilizó por primera vez en el trabajo del sociólogo francés Émile Durkheim. Quería entender por qué las tasas de suicidio eran más altas en algunas clases sociales que en otras. Durkheim creía que la sociedad ejercía una fuerza poderosa sobre los individuos. Concluyó en que las creencias, los valores y las normas de un pueblo constituyen una conciencia colectiva, una forma compartida de entendernos unos a otros y al mundo.
La integración fue estudiada por primera vez por Park y Burgess en 1921 a través del concepto de asimilación. Lo definieron como «un proceso de interpenetración y fusión en el que personas y grupos adquieren las memorias, sentimientos y actitudes de otras personas y grupos y, al compartir su experiencia e historia, se incorporan con ellos en una vida cultural común».
Mientras que algunos académicos ofrecieron una teoría de la asimilación, argumentando que los inmigrantes serían asimilados en la sociedad de acogida económica, social y culturalmente durante generaciones sucesivas, otros desarrollaron una teoría del multiculturalismo, anticipando que los inmigrantes podrían mantener sus identidades étnicas a través del proceso de integración para dar forma la sociedad de acogida con un patrimonio cultural diversificado.
Partiendo de la teoría de la asimilación, un tercer grupo de académicos propuso una teoría de la integración segmentada, enfatizando que diferentes grupos de migrantes pueden seguir trayectorias distintas hacia la movilidad ascendente o descendente en diferentes dimensiones, dependiendo de sus factores individuales, contextuales y estructurales.

## Mediciones
En comparación con otras dimensiones de la integración, la integración social se centra más en el grado en que los inmigrantes adaptan las costumbres locales, las relaciones sociales y las prácticas cotidianas. Por lo general, se mide a través de las redes sociales, el idioma y los matrimonios mixtos.
En muchos casos, la educación se utiliza como mecanismo de promoción social. Ni la educación ni el trabajo pueden garantizarse sin una forma de ley. En relación con sociedades tolerantes y abiertas, los miembros de grupos minoritarios a menudo utilizan la integración social para obtener pleno acceso a las oportunidades, derechos y servicios disponibles para los miembros de la corriente principal de la sociedad con instituciones culturales como iglesias y organizaciones cívicas. El contenido de los medios de comunicación también desempeña una función de integración social en las sociedades de masas.
Alrededor del mundo, millones de niños de la calle están en riesgo de explotación, violencia, abuso de sustancias y problemas de salud. Las intervenciones dirigidas a este grupo con el fin de promover su integración social, tienen la intención de brindarles una mejor alternativa de vida y prevenir su marginalización de la sociedad. Una revisión sistemática de trece estudios, todos llevados a cabo en Estados Unidos, excepto uno en Corea del Sur, encontró poca evidencia sobre las intervenciones para mejorar la integración de los niños y jóvenes de la calle a la sociedad, y proporcionarles una educación adecuada. Ninguno de los estudios midió la alfabetización, participación educativa o empleo. La evidencia de las intervenciones que apuntan al sexo seguro y a mejorar la salud mental varían extensamente y son inconclusas en cuanto a su efectividad. Sin embargo, algunas intervenciones que apuntaron a reducir el riesgo del abuso de sustancias podrían ser eficaces.

## En distintos países
Las Naciones Unidas tienen una Subdivisión de Integración Social, que forma parte de la División de Política Social y Desarrollo, el Departamento de Asuntos Económicos y Sociales. También emite una publicación trimestral denominada Boletín de Políticas de Integración Social. La iniciativa de la Alianza de Civilizaciones de la ONU trabaja sobre la migración y la integración como clave para el entendimiento intercultural. Una comunidad en línea sobre migración e integración muestra buenas prácticas de todo el mundo.

### En España
En España existe un ciclo formativo de grado superior Técnico superior en integración social, que trabaja y estudia este tema a través de los siguientes módulos de enseñanza:
- Habilidades sociales
- Inserción sociolaboral
- Mediación comunitaria
- Contexto de la intervención social
- Metodología de intervención social
- Promoción de la autonomía personal
- Sistemas alternativos y aumentativos de comunicación
- Atención a unidades de convivencia
- Apoyo a la intervención educativa
- Formación y orientación laboral
- Empresa e iniciativa emprendedora

### En Suecia
El documental del 2005 «Gränser Utan - en film om idrott och integration» (Sin Fronteras - Una película sobre deporte e Integración) fue filmado por el periodista Paul Jackson para el club deportivo IFK Malmö y fue descrito por el diario sueco Aftonbladet como «un documental sobre cómo tener éxito con la integración» de los inmigrantes en la sociedad sueca. Uno de los protagonistas del documental es Osama Krayem, posteriormente uno de los autores de los atentados de 2016 en Bruselas.